# Французькі Альпи
Французькі Альпи — французька частина гірського масиву Альпи, південно-західна частина Західних Альп. Найвища точка — гора Монблан (4810 м).
За Альпійською конвенцією Французькі Альпи займають площу 40 802 кв. км. Тут розташовано 1749 муніципалітетів. Французькі Альпи розташовані в регіонах Рона-Альпи та Прованс — Альпи — Лазурний Берег.
Невисокі гори, що розташовані на південному заході, а саме Масив Маврів та Буш-дю-Рон (до гирла Рони) сьогодні більше не зараховуються до Французьких Альп.

## Поділ
Зазвичай Французькі Альпи поділяють на зони:
- Французькі високі Альпи (центральна частина біля швейцарсько-італійського кордону).
- Приморські Альпи (головний хребет та Передальпи до узбережжя Середземного моря).
- Французькі Передальпи (західний хребет та пагорби до річки Рона).

За кліматично-регіональним критерієм Французькі Альпи поділяють на Альпи-Північ та Альпи-Південь. Таким, зокрема, є поділ Альп на сайті Французького бюро погоди «Météo-France».
- Альпи-Північ простягаються від Монблана до масиву Екрен разом із Західними Передальпами.
- Альпи-Південь простягаються від Екрена до Грасса разом із південно-західними Передальпами.

За системою географічної класифікації Альп SOIUSA, до Франції належать такі частини альпійських регіонів:
- (1) Лігурійські Альпи (Пунта Маргуарейс, 2661 м).
- (2) Приморські Альпи (Монте Арджентера, 3297 м).
- (3) Прованcальські Альпи й Передальпи (Тет д'Естро, 2961 м).
- (4) Котські Альпи (Монте Візо, 3841 м).
- (5) Альпи Дофіне (Барр-дез-Екрен, 4102 м).
- (6) Передальпи Дофіне (Обіу, 2790 м).
- (7) Грайські Альпи (Монблан, 4810 м).
- (8) Савойські Передальпи (Дан дю Міді, 3257 м).

|  |  |